# Milena Rašić
Milena Rasić (Pristina, 25 ottobre 1990) è un'ex pallavolista serba, di ruolo centrale.

## Carriera
La carriera di Milena Rasić inizia nel settore giovanile di un club della città di Belgrado, il Sumadija AV Belgrado. Nel 2007 inizia la carriera da professionista, giocando per il club della sua città natale, lo Ženski odbojkaški klub Dinamo Pančevo 1973, dove gioca fino al 2010. Nel 2009 debutta con la nazionale serba, con cui vince la medaglia d'argento alla XXV Universiade e quella d'oro alla European League 2010, bissata poi anche l'anno successivo.
Nella stagione 2010-11 viene ingaggiata dal Racing Club de Cannes, con il quale vince quattro Coppe di Francia e quattro scudetti; con la nazionale vince il bronzo al World Grand Prix 2011 e l'oro al campionato europeo 2011 ed il bronzo all'European League 2012 e al World Grand Prix 2013, dove viene premiata come miglior centrale.
Dopo quattro annate in Francia, nella stagione 2014-15 si trasferisce nella Voleybol 1. Ligi turca per giocare col VakıfBank Spor Kulübü, con cui vince due Supercoppe, due scudetti, due Champions League, due campionati mondiali per club e la Coppa di Turchia 2017-18; con la nazionale, nel 2015, vince la medaglia di bronzo ai I Giochi europei e al campionato europeo e quella d'argento alla Coppa del Mondo, nel 2016, quella d'argento ai Giochi della XXXI Olimpiade, nel 2017, quella di bronzo al World Grand Prix e d'oro al campionato europeo, nel 2018, quella d'oro al campionato mondiale e, nel 2021, conquista la medaglia di bronzo ai Giochi della XXXII Olimpiade di Tokyo e quella d'argento al campionato europeo.

## Palmarès

### Club
- Campionato francese: 4

2010-11, 2011-12, 2012-13, 2013-14
- Campionato turco: 2

2015-16, 2017-18
- Coppa di Francia: 4

2010-11, 2011-12, 2012-13, 2013-14
- Coppa di Turchia: 1

2017-18
- Supercoppa turca: 2

2014, 2017
- Campionato mondiale per club: 2

2017, 2018
- Champions League: 2

2016-17, 2017-18

### Nazionale (competizioni minori)
- Universiade 2009
- European League 2010
- European League 2011
- European League 2012
- Giochi europei 2015

### Premi individuali
- 2011 - Ligue A: Miglior centrale
- 2011 - Ligue A: Giocatrice rivelazione
- 2011 - World Grand Prix: Miglior attaccante
- 2012 - Ligue A: Miglior centrale
- 2013 - Ligue A: Miglior centrale
- 2013 - World Grand Prix: Miglior centrale
- 2014 - Ligue A: Miglior centrale
- 2015 - Champions League: Miglior centrale
- 2016 - Voleybol 1. Ligi: Miglior centrale
- 2016 - Giochi della XXXI Olimpiade: Miglior centrale
- 2016 - Campionato mondiale per club: Miglior centrale
- 2017 - Champions League: Miglior centrale
- 2017 - World Grand Prix: Miglior centrale
- 2018 - Champions League: Miglior centrale
- 2018 - Campionato mondiale: Miglior centrale
- 2018 - Campionato mondiale per club: Miglior centrale